# Oxyopes hostides
Oxyopes hostides là một loài nhện trong họ Oxyopidae.
Loài này thuộc chi Oxyopes. Oxyopes hostides được Embrik Strand miêu tả năm 1906.